# Rhipidia preapicalis
Rhipidia preapicalis är en tvåvingeart som först beskrevs av Alexander 1956.  Rhipidia preapicalis ingår i släktet Rhipidia och familjen småharkrankar.
Artens utbredningsområde är Kenya. Inga underarter finns listade i Catalogue of Life.